# HMS Sheffield (1971)
HMS Sheffield (D80) (Шеффилд) — эскадренный миноносец, второй по счёту корабль Королевского военно-морского флота Великобритании, который был назван в честь города Шеффилд, в графстве Йоркшир. Стал широко известен в связи с тем, что 4 мая 1982 года был поражён противокорабельной ракетой Exocet с самолёта Super Etendard, принадлежавшего ВМС Аргентины и затонул 10 мая 1982 года. «Шеффилд» стал первым британским кораблём, затонувшим из-за вражеских действий после Второй мировой войны.

## Строительство и служба
Эсминец с управляемым ракетным оружием был заложен судостроительной компанией Vickers Shipbuilding and Engineering в Барроу-ин-Фернесс 15 января 1970 года. Он был спущен на воду в присутствии королевы Великобритании Елизаветы II 10 июня 1971 года и введён в строй 16 февраля 1975 года.
Во время строительства внутри строящегося корабля произошёл взрыв, при котором погибли двое рабочих и был повреждён участок корпуса, позже заменённый на идентичный с другого строящегося корабля, «Эркулес», предназначавшегося для аргентинского флота.
В 1982 году корабль вошёл в состав военного контингента, направленного в Южную Атлантику для участия в Фолклендской войне.

## Поражение ракетой и затопление
«Шеффилд» был поражён 4 мая 1982 года в 14:04 ракетой французского производства «Экзосет», выпущенной аргентинским штурмовиком. Из-за большого количества горючих декоративных материалов, пенных наполнителей теплоизоляции корабельных конструкций, синтетических тканей и красок пожар стал быстро распространяться, температура в его эпицентре достигла 950—1100 °C. Пожар прекратился лишь вечером 5 мая, после полного выгорания нескольких центральных отсеков и частично — корабельной надстройки. Экипаж корабля потерял 20 человек убитыми и 28 человек ранеными. Среди погибших и выживших были жители британских городов Плимута и Портсмута, откуда и пошёл в своё последнее плавание «Шеффилд». В течение недели шла борьба за живучесть: подошедшие на помощь корабли смогли ликвидировать пожар, затем судно пытались отбуксировать к островам Южной Георгии, но эта попытка окончилась неудачей. 10 мая 1982 года «Шеффилд» затонул на 300-метровой глубине.
Это событие нашло отражение в книге В. Симонова «Британия без туманов».